# 黄油秤量房 (奈梅亨)

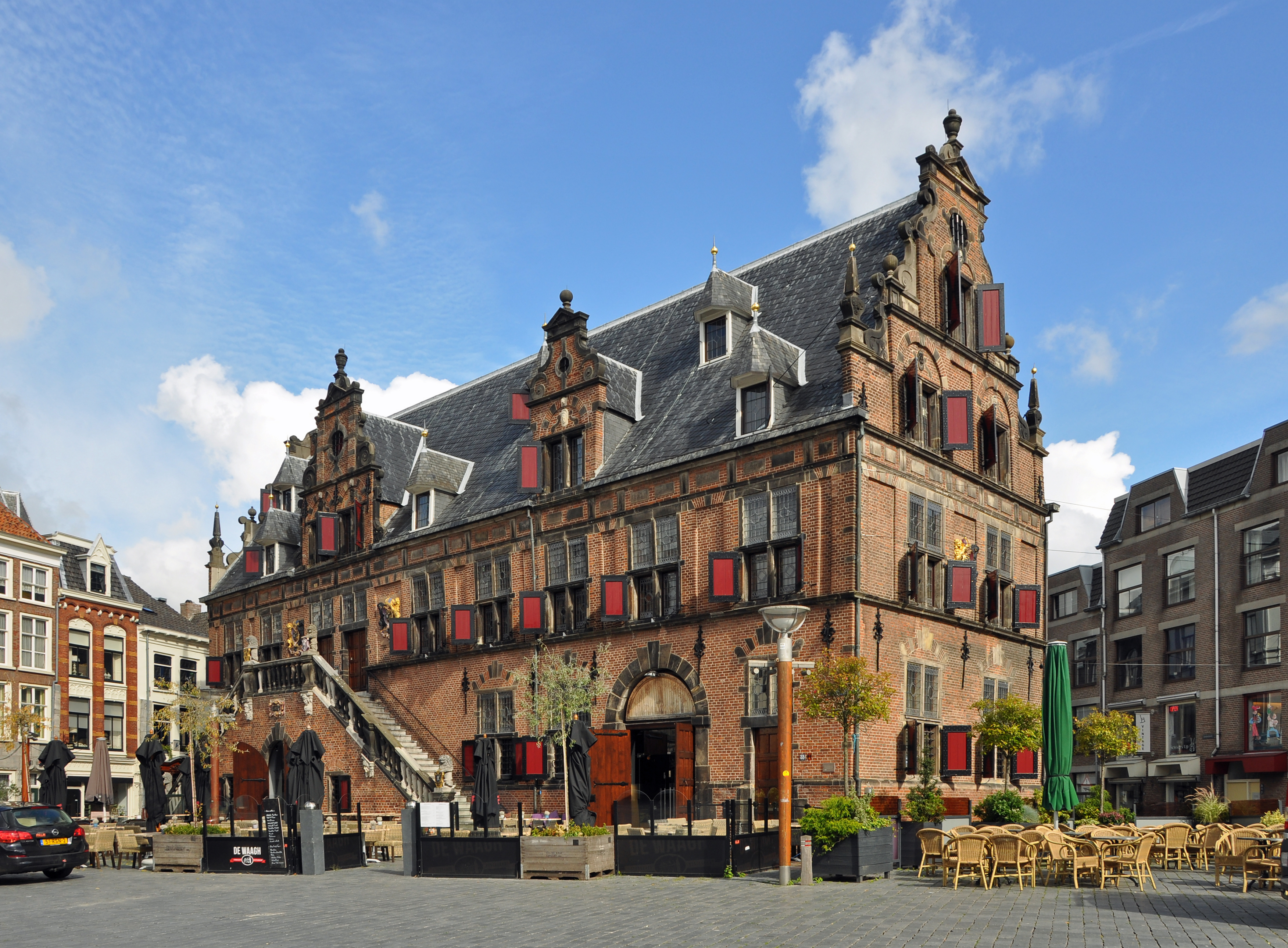
黄油秤量房

黄油秤量房（荷蘭語：Boterwaag）是位於荷蘭奈梅亨格羅特市場（Grote Markt）的一座秤量房。

## 历史
建於1613年，為一座文藝復興建築，由科內利斯·簡森·范德爾夫特（Cornelis Janssen van Delft）設計。秤量房為當時貿易商品秤重的地方，從前以黃油、乳酪為大宗。

## 外部連結
- Waag op Noviomagus （页面存档备份，存于）
- Boterwaag op monumentenlijst Nijmegen